# دهستان اشکور علیا و سیارستاق ییلاقی
دهستان اشکور علیا و سیارستاق ییلاقی نام دهستانی در بخش رحیم‌آباد شهرستان رودسر، استان گیلان در ایران است. براساس سرشماری مرکز آمار ایران در سال ۱۳۸۵، جمعیت آن ۲۴۷۸ نفر (۷۹۵ خانوار) بوده‌است. دهستان سیارستاق ییلاقی و بالا اشکور جز کوچک‌ترین دهستان منطقه اشکور محسوب می‌شود که به سبب کوهستانی و صعب العبور بودن هر ساله افرادی از این منطقه به مناطق پایین دست نظیر رحیم‌آباد، کلاچای و حتی استان مازندارن مهاجرت می‌کنند. از روستاهای مشهور آن می‌توان به ولنی، بلترک، چاکل، درسنک، سارم، سرده، سیارستاق، کلایه، لشکان، مایستان، ویشکی، یاسور اشاره کرد.